# Podkowa III
Podkowa III – polski herb szlachecki z nobilitacji.

## Opis herbu
Opis z wykorzystaniem klasycznych zasad blazonowania:
W polu srebrnym podkowa barkiem do góry srebrna; nad nią gwiazda złota; między ocelami miecz srebrny z rękojeścią złotą. Klejnot: nad hełmem, w koronie pięć piór strusich, przeszytych mieczem, ostrzem w prawo. Labry barwy nieznanej.

## Najwcześniejsze wzmianki
Nadany w 1790 Janowi Mokienowi, towarzyszowi kawalerii narodowej Wielkiego Księstwa Litewskiego, potwierdzony 4 stycznia 1792. Ten sam herb otrzymał w 1790 Paweł Grochalski.

## Herbowni
Dwa rody herbownych:
Grochalski, Mokien (Mokin).